# 上海公交
上海公交，是对中国上海市市域内现有各种公交线路的总称，包括公共汽车，有时还包括电车，是上海市公共交通的重要组成部分。除公交外，上海的公共交通还包括轨道交通、出租車和轮渡。本條目主要涉及上海公共汽车。
公共汽车和电车是上海主要交通工具之一。仅1996年时，公交线路已达1,058条，运营线路长度达45,840公里，配备车辆13,323辆。线路总数、运营长度和车辆配备数为世界城市公共交通之最。2007年，上海全市有公交线路991条，公交车辆16,900辆，当年运营里程11.32亿公里，当年全市公交客运量26.52亿人次，创下运营规模、运营里程和载客人次三项世界第一。
随着上海轨道交通线路的逐渐增加，公交主管部门的发展思路变为“轨道交通为主、公交为辅”，许多公交线路被撤销、归并或缩线、部分线路也因客流下降对运能也作相应调整，2010年3月，单月内撤销的公交线路数量创下历史记录。2011年，推行公交优先发展战略。优化调整公交线路305条，先后开通42条“最后一公里”公交线路。截至2014年底，上海全市有地面公交运营企业32家，运营线路1,377条，运营路线总长度23,897公里，运营车辆16,155辆。2021年，上海市公共交通日均客运量达1399万（含七成轨交），地面公交运营线路1585条，公交站点500米半径覆盖率达64%，其中内环内的覆盖率达到100%，此外还开设长三角毗邻地区客运衔接线路30条。

## 历史

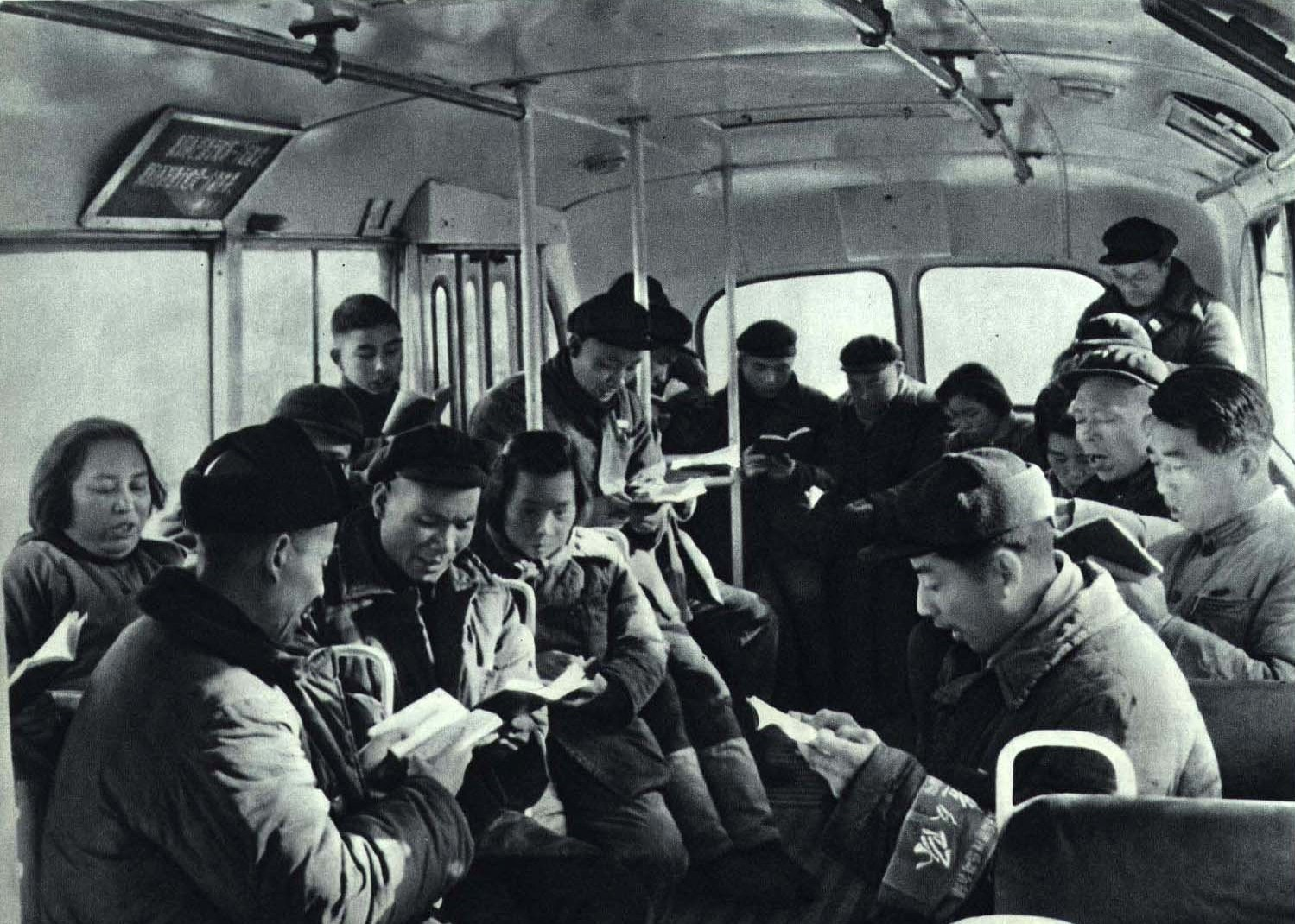
1967年的上海公交车

- 清光绪三十四年（1908年）1月21日[7][8]，英商上海电车公司在爱文义路上试行有轨电车[7][8]，经过反复试车[9]，于同年3月5日清晨正式开通1路有轨电车运营[7][9]。线路总长6.04公里[8][9]，自静安寺沿愚园路、赫德路、爱文义路、卡德路、静安寺路、南京路至外洋泾桥上海总会[9]。这标志着上海近代公共交通的诞生[10]。同年5月，法商电车电灯公司在法租界开设了有轨电车线路。
- 1914年11月，上海第一条无轨电车线路开通。线路南起郑家木桥，北至老闸桥南堍。
- 1922年，华商董杏生开辟了公共租界首条公共汽车线路。1923年，英商中国公共汽车公司在上海成立，1924年，哈里·爱德华·安诺德兄弟控制的中国公共汽车公司在公共租界开辟了1条公共汽车线路[11]。1926年，法商电车电灯公司开设了无轨电车。1927年，电车电灯公司開通了公共汽车线路。截至1936年，英商上海电车公司已开辟电车线路18条，法商电车电灯公司已开辟电车线路12条。英商中国公共汽车开辟了公共汽车线路17条[12]。
- 1933年，英商中国公共汽车公司向英国司蒂文斯工厂定制了40辆双层巴士。1934年4月1日，1路公共汽车线路首次啟用13辆双层巴士。後來1路公共汽车线路全部啟用雙層巴士，14路公共汽车线路也有部分雙層巴士[13]。
- 1946年5月，国民政府在公平路东大名路成立了“上海公交筹备委员会第一汽车保养场”，此后于1948年5月在枫林桥建设了“上海公交筹备委员会第二汽车保养场”。此为今上海巴士公第一公共交通和第二公共交通的前身。
- 1949年，中国共产党接管上海，在1950年成立了上海市公共交通公司，1952年、1953年，军管会和人民政府先后征用、代管英商电车公司和法商电车公司，1958年，再度成立上海市公共交通公司。[14]
- 1975年，有轨电车3路（虹口公园-五角场）的轨道被拆除，有轨电车暂时退出上海公共交通。（目前仍有一辆仿古有轨电车在位于松江车墩的上海影视乐园中运行）[15]现有张江有轨电车运行于张江高科技园区之中，票价虽与公交统一，但其归属于轨道交通系统。
- 1994年10月20日，上海公交在71路、127路、202路上试行无人售票[1]。
- 1996年，上海公交系统进行体制改革，市公交总公司撤销，分别成立不同的公交公司，同时取消月票。[16]
- 1996年8月10日，由SK6113N型车改装，采用开利空调设备的空调车，在46路上试运营。是为上海市第一辆公交空调车[1]。
- 1996年，上海公交新辟线路47条，延伸线路19条。调整了100余条线路的走向[1]。
- 1997年，由市公交二汽公司下属的49路等15条市区公交线路与新加坡新巴国际控股有限公司合资组建的申新巴士有限公司成立，注册资金1亿元，是为上海公交首次与外方合资经营公交线路[17]。同年，市区新辟15条公交线路，延伸5条公交线路[17]。
- 1998年，新辟729、758、760、791、沪施线、莘华线6条公交线，延伸48、67、133、774路4条公交线[18]。
- 1999年，新辟24条，延伸68条公交线路[19]。
- 2000年5月13日，上海市政府机构改革，上海市公用事业管理局摘牌[20]。同时成立上海市城市交通管理局[21]。原上海市公用事业管理局管理的上海市公共交通客运管理处和公共交通企业的行政隶属关系和行业管理划归上海市城市交通管理局领导[20]。同年，新辟、延伸公交线路57条[21]。
- 2009年，上海公交开始新一轮整体改革，2010年上海世博会前，基本形成区域经营格局，公交企业数量在20家左右。[22]

## 运营公司
自2009年4月1日起，上海公交全面回归国有控股，主要成立2家市区公交公司和若干家郊区公交公司。

### 上海久事公交集团有限公司
上海久事公交集团有限公司（原名上海巴士公交（集团）有限公司）是将原上海巴士实业集团股份有限公司的公交资产剥离重组的新公司，承担浦西、金山和崇明地区的客运，其标志色为淡绿色，涂装亦称“SH装”。目前下属在上海进行公交运营的企业（全资或控股）有上海巴士第一公共交通有限公司、上海巴士第二公共交通有限公司、上海巴士第三公共交通有限公司、上海巴士第四公共交通有限公司、上海巴士第五公共交通有限公司、上海崇明巴士公共交通有限公司、上海金山巴士公共交通有限公司。
自2000年起，巴士公交涂装为由三种不同深度的绿色线条组合的涂装，俗称“SH装”。2016年上线的部分车辆采用新版涂装，由不同深度的绿色色块形成的单一色带组成，俗称“善存装”。71路，即延安路中运量公交系统所有车辆使用专用涂装，以红、黑、灰三色为主色调。自2018年起，随着进博会所需无障碍公交车及车辆更新需要，新版由黑色色块和色块边缘绿色线条的涂装启用，其中宇通E10及部分8米申沃车型以银色为底色，其他车型以白色为底色。
- 巴士集团绿色SH装
（763路于上海南站）
- 巴士集团2016版涂装
（宝山15路于市九医院）
- 延安路中运量系统用涂装
（71路于江苏路站）
- 久事公交2018版涂装
（11路于老西门）

### 上海浦东新区公共交通有限公司
上海浦东新区公共交通有限公司主要负责浦东地区的客运业务，其标志色为蓝色。目前下属在上海进行公交运营的企业（全资或控股）有上海浦东新区杨高公共交通有限公司、上海浦东新区金高公共交通有限公司、上海浦东新区上南公共交通有限公司、上海浦东新区南汇公共交通有限公司。
现有主要涂装为自2009年开始使用的蓝白涂装，俗称“海宝装”，与巴士集团线路使用的涂装采用不同设计。此外，陆家嘴金融城线路使用不同的，以红、黑、金为主色调的涂装，并配上“我爱金融城”的图标和字样。机场七线与机场八线使用与机场巴士相同的涂装。上海国际旅游度假区内部穿梭线另有两版涂装，样式与海宝装基本一样，但颜色配色为橙白。
- 浦东公交涂装
（沪南线于东昌路渡口）
- 陆家嘴金融城线路涂装
（陆家嘴金融城环线于东方明珠附近）

### 郊区骨干公司
除巴士和浦东两大公交公司之外，其他区县也都有较大规模的区属公交公司，包括：
1. 上海嘉定公共交通有限公司，原使用由湖蓝背景色与白色波浪线相组合的涂装，自2017年起改为由黄色背景色、白色斜线条、灰色底部线条与侧面反光带相结合的涂装。
2. 上海松江公共交通有限公司，使用以灰色和红色为主色调的涂装，自2020年起部分新车开始使用与久事公交相似的涂装。
3. 上海青浦巴士公共交通有限公司，原使用与巴士集团相同的绿色SH装，自2016年起改为颜色相似但线条样式不同的涂装，申沃9系系列车辆上使用与久事公交相似的涂装。
4. 上海奉贤巴士公共交通有限公司，原使用与巴士集团相同的绿色SH装，后续曾使用SH装相似但颜色为蓝色与绿色的涂装和以绿色背景色和白色线条组成的涂装。现主要使用以白色背景色、蓝色线条色块的涂装。此外，南团快线使用蓝绿白三色和红色贤字组成的涂装。
5. 上海闵行客运服务有限公司，使用粉红色SH装。
6. 上海崇明巴士有限公司，原使用与巴士集团相同的绿色SH装，2018年在申崇线新车上使用了与绿色SH装颜色相似但线条样式不同的涂装，现使用花博"东海之珠"涂装。

- 嘉定公交第一版涂装
（嘉定4路于群裕路）
- 嘉定公交第二版涂装
（嘉定54路代车于陈家山路）
- 松江公交涂装
（松江1路于松江客运中心）
- 青浦巴士涂装
（松重线于松江大学城）
- 奉贤巴士第二版涂装
（奉贤12路于西渡汽车站）
- 闵行客运粉红色SH装
（816路于东平路）
- 奉贤巴士第三版涂装
（奉贤25路于南桥汽车站）
- 奉贤巴士南团快线涂装
（南团快线于南桥汽车站）

### 其他中小公司
除巴士和浦东两大公交公司和市郊各区县冠名的公交公司外，市郊各区县大多存在以各自区县为主要基地的中等规模公交公司，其中如锦山客运、露虹客运等具有一定规模的公司线路数量与同区的金山巴士、闵行客运相当。而市区的非国营公交公司，如汇华巴士、上服公交等本身线路较少的公司则因经营困难逐渐停运，旗下线路皆划归于巴士集团各分公司。
目前以区县为主要基地的中小公交公司包括：
1. 锦山客运，主要运营金山区区内线路和连接莲花路地铁站与金山区各主要市镇的市郊线路，使用粉红色SH装和颜色相似的大莲花涂装。
2. 众兴客运，主要运营青浦区区内的部分线路和青浦通往市区的部分高速线路，使用粉红色SH装。
3. 奉贤客运，主要运营奉贤区区内部分线路和部分市郊线路，使用蓝色SH装。
4. 金球巴士，主要运营位于闵行区的196路和闵行12路，使用蓝色SH装和与久事公交相似的涂装。
5. 露虹汽服，主要运营闵行区区内部分线路和连接徐汇与闵行的156和957路，使用蓝色SH装和与久事公交相似的涂装，唯闵行13路一部宇通E10样车使用浦东公交涂装。
6. 太阳岛客运，主要运营青浦区和松江区的部分线路，使用粉红色SH装和与久事公交相似的涂装。
7. 京申大众，主要运营青浦区区内的部分线路、部分市郊线路和青浦通往市区的高速线路，原使用蓝色SH装、绿色SH装；新购入车辆采用黄绿相间涂装，爱称为油菜花装。

- 锦山客运粉红色SH装
（莲金专线于莲花路地铁站北广场）
- 奉贤客运蓝色SH装
（沪海区间于南桥汽车站）
- 众兴客运粉红色SH装
（松朱线于朱家角汽车站）
- 太阳岛客运粉红色SH装
（青浦17路于盈港东路）
- 京申大众油菜花装
（青浦7路于盈港客运站）
- 京申大众蓝色SH装
（特约车于盈港客运站）

#### 上海空港巴士有限公司
上海空港巴士有限公司主要经营部分机场线路和前往机场的公交线路，使用灰色背景色、蓝色底部线条配以侧面红、绿、蓝三色曲线组成的涂装。
- 空港巴士线路的涂装
（机场一线于虹桥T2航站楼）

### 2009年间的公交公司
自1996年公交体制改革后，上海一度出现60余家公交公司，2009年新一轮改革前为43家。上海市区浦西和浦东公交有自己的标志色和涂装，小公司使用线条与巴士公交相同但颜色为粉红色或蓝色的涂装，松江、嘉定两个郊区公交有自己的标志色和涂装，京申大众，奉贤公交也采用全新涂装。机场线路有自己独特的标志和涂装。

#### 上海巴士实业（集团）股份有限公司
上海巴士实业集团股份有限公司（上证所代码：600741），其标志色为淡绿色，曾经下属的在上海进行公交运营的企业（全资或控股）有上海巴士新新汽车服务有限公司、上海浦东巴士交通股份有限公司、上海巴士一汽公共交通有限公司、上海巴士四汽公共交通有限公司、上海宝山巴士公共交通有限公司、上海上南巴士有限公司、上海巴士电车有限公司等7家。

#### 上海大众交通股份有限公司
上海大众交通股份有限公司（上证所代码：600611），其标志色为红绿相间或黄色，曾经下属的在上海进行公交运营的企业（全资或控股）有上海大众公共交通有限公司、上海大众巴士公司、上海金山大众公共交通有限公司、上海奉贤大众公共交通有限公司、上海南汇大众公交客运有限公司、上海崇明大众公共交通有限公司、上海浦东大众公共交通有限公司、上海大众弘达公共交通有限公司、上海申新巴士有限公司、上海大众飞云汽车服务有限公司、上海华夏大众客运服务公司

#### 上海强生公交公司
上海强生公交公司，其标志色为土黄色。

#### 上海五汽冠忠公共交通有限公司
上海五汽冠忠公共交通有限公司，其标志色为墨绿色。依据冠忠巴士集團（香港证交所代码：0306）于2008年5月9日和4月21日发布的公告，该集团之间接全资附属公司冠忠（中国）发展有限公司将将冠忠中国所持有的53%股份转让给上海交通投资集团有限公司。

## 线路编号及原则
- 截至2024年1月1日，上海只运营有7条无轨电车线路，分别是14路、15路、19路、20路、23路、24路和71路。
- 两位数中以0开头的，以及不小于33的线路，三位数中以1、4、7开头的线路，以及隧道线、大桥线、设计为全日常规公共汽车线路。例如：01路、33路、100路、405路、700路、隧道一线、大桥三线等。其中，三位数中以4开头的线路为过江线路。目前全日常规公共汽车线路在站牌上均标明经过本站点的全天首末班车时间，传统站牌标有“公共汽车”字样，并配有公共汽车图样。部分新开线路实质为高峰穿梭巴士，但票价为2元，例如：192路、195路。
- 三位数中以2开头的线路设计为高峰公共汽车线路（高峰线）。例如：216路、232路、253路、257路等。这些线路只在上下班高峰时期开设，而低谷时段停运。某些线路双休日和节假日停运。一些线路因为客流量原因，已经改为全日行驶，即与全日常规公共汽车线路没有区别，包括205路、206路、210路、218路、219路、220路、222路、224路等。目前高峰线在站牌上均标明经过本站点的上下午首末班车时间，传统站牌标有“高峰线”字样，并配有公共汽车图样。
- 三位数中以3开头的线路，以及隧道夜宵线设计为夜宵公共汽车线路（夜宵线）。例如：301路、342路、隧道夜宵线等。这些线路只有在夜间23点左右至凌晨4点左右运营，其他时间段不行驶。目前夜宵线在站牌上均标明车辆经过本站点的具体班次时间，传统站牌标有“夜宵线”字样，并配有公共汽车图样。
- 三位数中以5、6、8、9开头的线路均为专线公共汽车。例如：502路、604路、801路、909路等。这些线路除部分线路票价制度不同外，与全日常规公共汽车线路并无其他区别。目前专线公共汽车在站牌上均标明经过本站点的全天首末班车时间，传统站牌标有“专线公共汽车”字样，并配有公共汽车图样。其中，以6开头的公共汽车均为在浦东行驶的线路。部分新开线路实质为高峰穿梭巴士，但票价为2元，例如：832路、866路、878路。

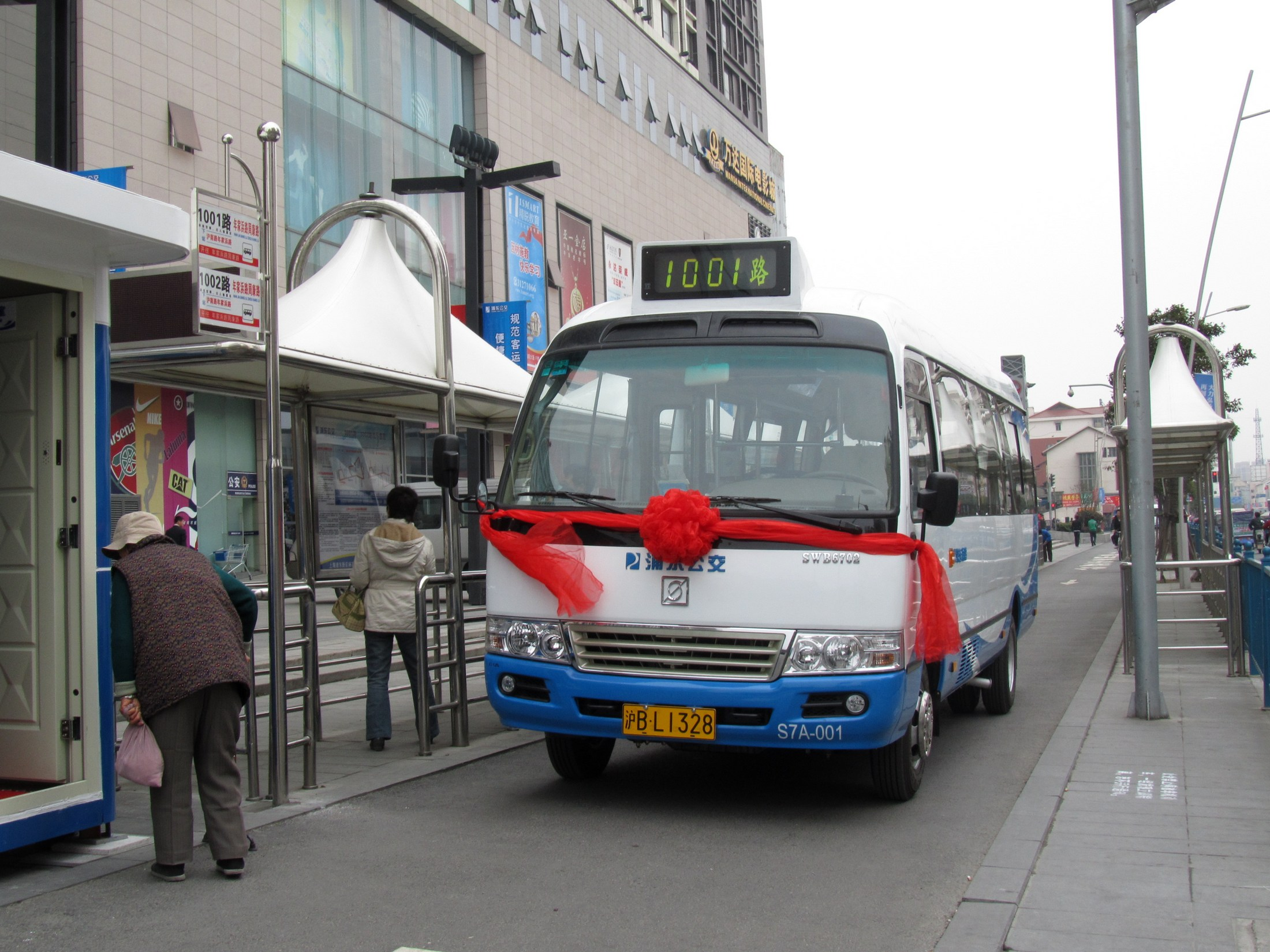
由浦东公交运营的浦东新区社区穿梭巴士

- 四位数的线路设计为社区穿梭巴士，线路较短。例如：1001路、1201路、1551路等。社区穿梭巴士大多数使用空调中巴车，票价均为1元，并享受上海公交换乘优惠。
- 虹桥枢纽线路、中国馆班车线路、机场线路、区域线路、郊区线路均属于文字线路。
  - 虹桥枢纽线路均以虹桥火车站或虹桥机场2号航站楼为起讫站，以“虹桥枢纽X路”命名。
  - 中国馆班车线路均以2010年上海世博会世博园区为起讫站，以“中国馆班车X线”命名。（目前中国馆班车线均已已被常规线路替代）
  - 机场线路均以虹桥机场或浦东机场为起讫站，以“机场专线”、“机场X线”、“机场环一线”命名。
  - 区域线路为以“XX”+“数字”+“路”或“线”命名，XX为区、街道（镇）等行政区划名或片名。
  - 郊区线路原则上以起讫站地名命名，线路延伸或者缩线后有的会按照新的起讫站地名命名，也有线路延伸或者缩线后不更名的情况。
  - 以上线路除部分票价制度不同外，与全日常规公共汽车线路并无其他区别。目前这些线路在站牌上均标明经过本站点的全天首末班车时间，部分线路还标明标明车辆经过本站点的具体班次时间，传统站牌配有相应的特殊图样（如机场线路配有航空飞行器图样）。
- 最迟于2024年[31]上线了“DZ”开头的定制公交，“DZ”是“定制”的首字母缩写[32]，可通过随申行进行查询预约和发起新定制线[33]。

特别注意：由于上海公交网络庞大而复杂，一些线路同时存在全程车、区间车、高速车、B线等两种或多种运营形式，某些形式仅在特定时段或需要时临时实施。乘客可以留意公交站牌或车上的标志。

## 票价

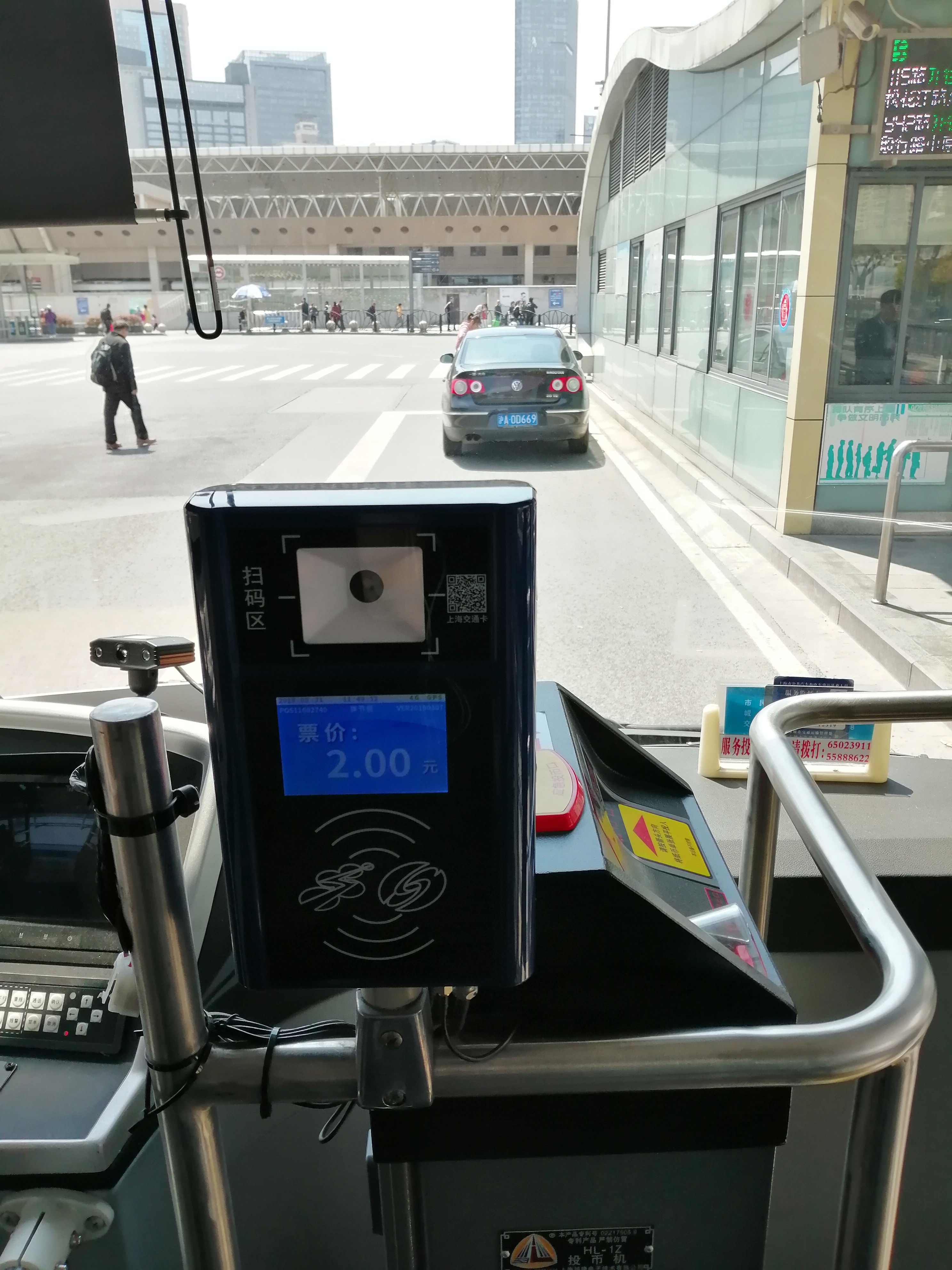
装有二维码扫描区的公交车刷卡器

上海公共汽车分单一票价和多级票价两种，同时一条线路如果同时有普通车和空调车，大部分情况会有两种计价方式。目前上海所有公交线路除极少数特殊性质线路以外已全部可以使用上海公共交通卡（或虚拟交通卡）、上海社保卡，除此之外乘客可使用支付宝、微信支付、云闪付、建行龙支付、随申码、随申行（APP、小程序）、高德地图、上海交通卡APP的上海公共交通二维码扫码乘车（由于实行优惠政策，故扫码后在120分钟内扣款）。

### 票价方案
- 0打头线路、一位数线路、二位数线路、三位数以1、2、3、4和7打头的线路、隧道X线、大桥X线，以及中国馆班车线路、均全部使用空调车，实行空调车单一票价2元的票价制度。
- 5、6、8、9开头的三位数线路全部使用空调车，部分实行与上条所述相同的空调车单一2元，其余实行2元起价的多级票价。
- 四位数的穿梭巴士实行空调车单一1元。
- 文字线路计价方式各异。空调车单一2元，空调车单一1元，普通车单一1元，长距直达车单一较高票价，多级票价等计价方式在文字线路中均存在。
- 崇明区长兴岛、横沙岛内公交线路实行单一票价2元，无人售票。

### 票价历史
- 1996年1月1日，上海公交进行票制改革，取消月票，一律使用普通客票[20]。
- 1999年3月1日，原来实行每人次0.50元单一票价的公交号码路线调整为每人次1.00元，过江线票价由每人次0.70元调整为1.20元[19]。
- 2006年11月6日，上海43条公交线路试行使用上海公共交通卡在这43条线路的空调车间换乘，若距上次刷卡小于90分钟，则优惠5角的措施，但由于试点线路较少，受惠乘客并不多，上海交通部门表示，在试点成功基础上，半年后将向全市推开。
- 2007年6月28日，上海内环线区域内404条公交线路全部实现空调车优惠换乘。
- 2007年10月27日，实现空调车优惠换乘的线路优惠金额提升为1元，同时所有轨道交通线路加入优惠换乘，优惠金额也是1元。
- 2009年3月12日，部分线路试行优惠换乘新办法，覆盖普通车辆，优惠时间延长至2小时。因新办法中无论换乘何种车辆，均优惠1元，而上海尚存1元票价的普通车或1元起价的空调车，此后，通过合理设计线路，利用多次换乘，且每次只乘坐1元乘距，使交通卡实扣金额变为0元，最终达到仅支付起始线路的1元或2元票价进行长距运转（称为“0元杯”或“0元跳”）在上海的公交迷群体内开始流行。
- 2009年4月1日，上海绝大多数公交车和轨道交通（包括普通车及文字多级票价线路在内，也包括机场环一线，但不包括机场一~八线、机场专线、磁浮线和宝山、闵行、松江的部分社区巴士）全部实现优惠换乘，并将优惠时间由90分钟延长到2小时。但需注意，除虚拟换乘外，轨道交通出站后再进站无论时间间隔多近，均无优惠换乘。
- 2010年1月1日，上海市公共交通客运票务结算中心停止发售公交预售车票[35]。
- 2011年5月7日，上海始末站设在火车站、飞机场、客运码头、长途车站及使用多级票价的常规公交线路统一为有人售票车。

### 优惠政策
使用同一张交通卡（含虚拟卡）乘坐公交或轨道交通刷卡或刷码（不含Metro大都会）后120分钟内换乘公交的，或使用同一个二维码介质乘坐公交后120分钟内换乘公交的，可享受优惠1元优惠，但异地交通卡不能享受优惠。另外，上海市户籍的70岁以上长者可以持社会保障卡—敬老卡免费在非高峰期乘坐公交，但自2016年6月26日起，社会保障卡—敬老卡免费乘坐地铁制度将停止实行，70岁以上长者需要另行购票或刷卡乘坐。自同年7月1日起，由中国太平洋保险推出的纯商业保险产品保通卡正式启用（需每月缴纳保费）。与之前的敬老卡一样，上海市户籍70岁以上的长者凭卡在非高峰时段无限次乘坐上海公共交通，包括除行驶高速公路线路（实行“一人一座”，不允许乘客车厢内站立）、机场线、旅游线及磁浮线外的公交和轨道交通线路。
2023年9月28日，上海“出行即服务”（MaaS）系统上线价格19.8元的随申行联程日票，可通过随申行微信小程序购买，在24小时内无限次数乘坐地铁、公交和轮渡。其中，同一辆公交30分钟内只能使用一次，高速公路线以及毗邻线路（如廊下2路、示范区线路、南隆专线、嘉定59路等）不可使用。2024年1月20日推出联程日票三日票（47.8元，可在72小时内乘坐）和联程日票七日票（85.8元，可在168小时内乘坐），且可用于同行乘客

## 有轨电车

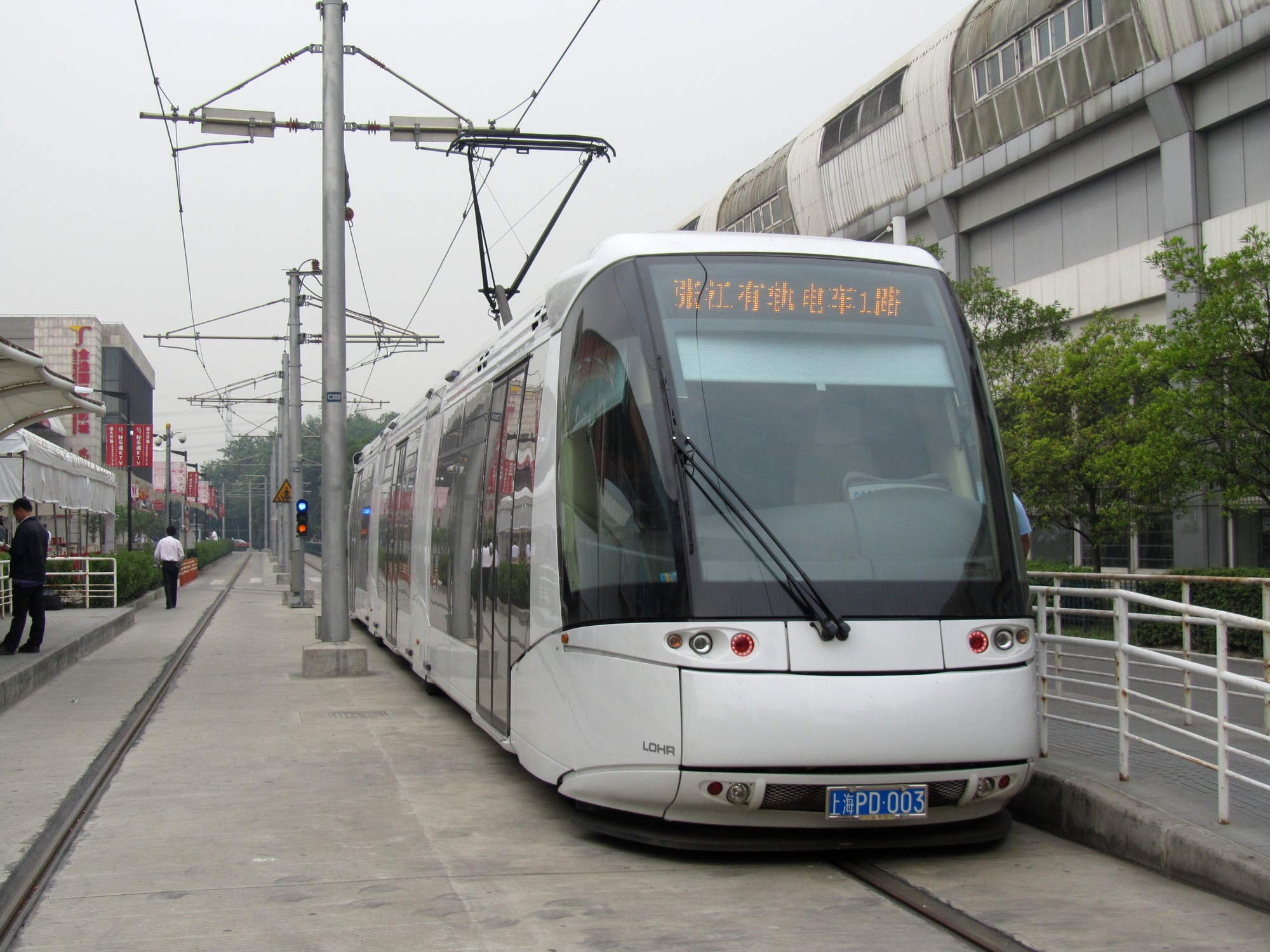
上海市浦东新区张江有轨电车1路LOHR Translohr STE 3

上海的有轨电车有着较悠久的历史，上海第一条公共交通线路就是有轨电车，由静安寺开往上海总会（今广东路外滩）。在1949年中华人民共和国成立前后，上海共有12条有轨电车线路，但此后上海逐步拆除有轨电车线路，并将有轨电车更改为无轨电车，1975年，上海最后一条有轨电车线路被拆除。之后很长时间内，上海没有正式营运的有轨电车，但在位于松江的上海影视乐园内有一条有轨电车线路，供游客搭乘游览。2007年底，张江有轨电车开工，该项目使用法国劳尔公司的导轨电车系统，经过一段时间的空载运营，于2009年12月31日正式载客运营，线路名称为“张江有轨电车1路”。由上海浦东现代有轨交通有限公司负责运营。不过由于维护费用的高昂，运行入不敷出，已于2023年6月1日停运。
2015年，松江有轨电车开工，其中T1、T2线已分别于2019年和2018年通车试运营。

## 公交站命名
上海的公交站一度以桥、巷宅村、企业、地名以及某一条道路命名。2005年前后，上海公交站開始以两条道路命名，并且第一个路名為车站所在的道路。例如白虬江路时代名邸一期、拱极路南祝路（惠南地铁站）

## 公交车报站
2011年12月5日，上海公交785路选择了两辆公交车试点启用上海话报站，是上海首次在公交车电子报站中增加沪语内容，与此同时，11路、松江24路也作为首批试点线路新增报站。经过多轮的试点与调试，到2017年开始全面推广普通话、沪语、英语三语报站。

### 浦东公交的报站
以下列出了上海公交报站的一种格式。
1. 欢迎乘坐1111路公交车，方向惠南地铁站。（沪语）欢迎乘坐1111路公交车，方向惠南地铁站。
2. 车辆起步，请拉好扶手，投币后请朝里走，（请乘客们主动扫场所码，全程规范佩戴口罩，谢谢配合）下一站 南祝路人民东路。（沪语）下一站 南祝路人民东路。Next stop is NanZhu Road At East RenMin Road.
3. 请给需要帮助的乘客让个座，谢谢。（沪语）请给需要帮助的乘客让个座，谢谢。（此处报两遍）
4. 车辆进站，请注意安全，南祝路人民东路 到了，请准备从后门下车，开门请当心。（沪语）南祝路人民东路 到了，请准备从后门下车，开门请当心 We are arriving at NanZhu Road At East RenMin Road。
5. 1111路公交车，方向惠南地铁站。（沪语）1111路公交车，方向惠南地铁站。【该处轮流报三遍】
6. 随后轮流往复播报。

### 嘉定公交的报站
以下列出的是嘉定公交的报站格式：
欢迎乘坐嘉定19路公交车，本车由公交嘉定西站，开往嘉朱公路汇旺路。（沪语）欢迎乘坐嘉定19路公交车，方向 嘉朱公路汇旺路。
这点与其他公交的报站格式不同，需要注意。

### 特殊报站
在高速线上，会听到这样的报站：
1. 本线途经高速道路，为了保障您和他人的安全，请系好安全带。（沪语）本线途经高速道路，为了保障您和他人的安全，请系好安全带。
2. 需要注意的是，崇明巴士没有上海话报站，仅有普通话和英文。